# 比叙当维尔
比叙当维尔（法語：Buis-sur-Damville，法語發音：[bɥi syʁ dɑ̃vil]，意为“当维尔上方的比”）是法国厄尔省的一个旧市镇，属于埃夫勒区。2019年，比叙当维尔与临近的2个市镇并入市镇伊通河畔梅尼勒。

## 地名
与通常在法语地名中表示“在……河畔”之意的“sur”不同，该地名Buis-sur-Damville中的“sur”意为“在……上方”，表示名为比（Buis）的该地与当维尔（Damville）的位置关系，且事实上也并无“当维尔河”存在。

## 地理
比叙当维尔（48°49'54"N, 1°7'18"E）面积24.56 平方千米，位于法国诺曼底大区厄尔省，该省份为法国北部内陆省份，北起滨海塞纳省，西接奧恩省和卡爾瓦多斯省，南至厄尔-卢瓦省，东临瓦兹省、瓦兹河谷省和伊夫林省。
与比叙当维尔接壤的市镇（或旧市镇、城区）包括：沙维尼-巴约勒、科尔讷伊、德鲁瓦西、格朗维利耶、马西伊拉康帕涅、穆瓦维尔、罗芒。
比叙当维尔的时区为UTC+01:00、UTC+02:00（夏令时）。

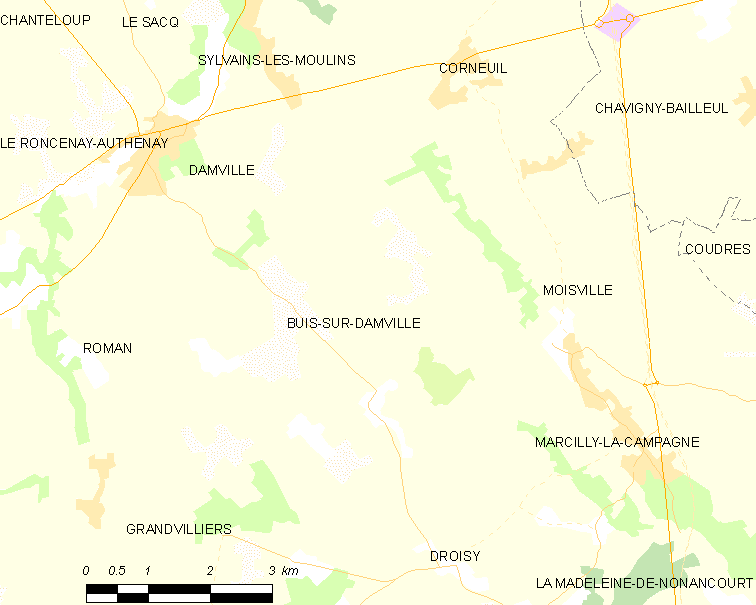
比叙当维尔的OSM定位图

## 行政
比叙当维尔的邮政编码为27240，INSEE市镇编码为27416。

## 政治
比叙当维尔所属的省级选区为阿夫尔河和伊通河畔韦尔讷伊县。

## 人口

1962-2008年间比叙当维尔人口变化图示

比叙当维尔于2018年1月1日时的人口数量为1003人。